# فدچنکو ۳۱۹۵
سیارک ۳۱۹۵ (به انگلیسی: 3195 Fedchenko، نامگذاری:1978PT2) سه هزار و صد و نود و پنجمین سیارک کشف شده‌است که در ۸ اوت ۱۹۷۸ کشف شد.
قدر مطلق سیارک برابر ۱۲٫۴۰ است.